# Enith Salón
Enith Salón Marcuello (* 24. September 2001 in Moncada) ist eine spanische Fußballtorhüterin.

## Karriere

### Vereine
Erst zur Saison 2018/19 von der C- in die B-Mannschaft kommend, steht sie seit der Spielzeit 2020/21 fest im Kader der ersten Mannschaft des FC Valencia. Bereits aber schon seit der Saison 2018/19 gehört sie hier auch mit zum erweiterten Kreis der Mannschaft. Ihr Debüt in der Primera División, gab sie somit auch schon am 4. Oktober 2020 zum Start der Saison, bei einem 2:1-Sieg über Sporting Huelva. Auch im weiteren Verlauf der Saison kam sie dann zu einigen Einsätzen und wurde so schnell zur Stammtorhüterin. Mit ein paar Ausnahmen hat sie diese Position seitdem auch durchgehend inne.

### Nationalmannschaft
Mit der spanischen U19 nahm sie an der Europameisterschaft 2019 teil, kam hier aber nicht zum Einsatz.
Nachdem sie im September 2022 erstmals in der U23 eingesetzt worden war, folgte auch ihr Debüt für die A-Nationalmannschaft. Dieses gab sie am 11. November 2022 bei einem 7:0-Freundschaftsspielsieg über Argentinien. Im nächsten Jahr bekam sie auch noch beim Cup of Nations 2023 einen Einsatz.
Am 30. Juni 2023 wurde sie für den finalen Kader bei der Weltmeisterschaft 2023 nominiert, wo sie jedoch nicht zum Einsatz kam, während das Team den Weltmeistertitel holte.

## Erfolge
- Weltmeisterin: 2023